# Station Cybowo
Station Cybowo is een spoorwegstation in de Poolse plaats Cybowo.